# Ochsentaler Gletscher
Ochsentaler Gletscher är en glaciär i Österrike.   Den ligger i distriktet Bludenz och förbundslandet Vorarlberg, i den västra delen av landet, 500 km väster om huvudstaden Wien. Ochsentaler Gletscher ligger 2 879 meter över havet.
Terrängen runt Ochsentaler Gletscher är bergig åt sydost, men åt nordväst är den kuperad. Ochsentaler Gletscher ligger uppe på en höjd. Runt Ochsentaler Gletscher är det mycket glesbefolkat, med 5 invånare per kvadratkilometer.. Närmaste större samhälle är Gaschurn, 15,8 km norr om Ochsentaler Gletscher. 
Trakten runt Ochsentaler Gletscher består i huvudsak av gräsmarker.